# Pino d’Asti
Pino d’Asti – miejscowość i gmina we Włoszech, w regionie Piemont, w prowincji Asti.
Według danych na styczeń 2009 gminę zamieszkiwały 243 osoby przy gęstości zaludnienia 60 os./1 km².